# Dance On!
Dance On! är en instrumentallåt komponerad av Valerie Murtagh, Elaine Murtagh och Ray Adams. Låten spelades in av den brittiska gruppen The Shadows 1962, och blev en av många instrumentalhits för gruppen under det tidiga 1960-talet. Låten nådde första plats på Englandslistan och var en hit i stora delar av Europa.
En version med sång spelades några månader senare in av Kathy Kirby, vilken nådde elfteplatsen på Englandslistan.

## Listplaceringar
| Lista (1962-1963) | Position              |
| ----------------- | --------------------- |
| Australien        | 9 (Kent Music Report) |
| Danmark           | 4 (DR "Top 20")       |
| Irland            | 1                     |
| Nederländerna     | 8                     |
| Norge             | 2 (VG-lista)          |
| Nya Zeeland       | 2 (Lever Hit Parade)  |
| Spanien           | 16                    |
| Storbritannien    | 1 (UK Singles Chart)  |
| Sverige           | 3 (Kvällstoppen)      |
| Sverige           | 3 (Tio i topp)        |
| Västtyskland      | 45                    |